# ميخائيل شولتس
ميكائيل شولز (بالألمانية: Michael Schulz)‏ (3 سبتمبر 1961 فيتن ألمانيا - ) هو لاعب كرة قدم ألماني، يلعب كمدافع، شارك في الألعاب الأولمبية الصيفية 1988.

## مسيرته الكروية
لعب ميكائيل شولز خلال مسيرته الاحترافية مع 4 أندية في ثلاثة عشر موسمًا وسجل خلالها 30 هدف ضمن 335 مباراة. ولم يفز بأي موسم بالكأس أو بالدوري.
خاض ميكائيل شولز مسيرته مع VfB Oldenburg ‏ في موسم 1984–85 واستمر معه طيلة ثلاثة مواسم، مشاركًا في 92 مباراة سجل خلالها 21 هدفًا. ثم انتقل إلى نادي كايزرسلاوترن في موسم 1987–88 ولمدة موسمين، حيث شارك في 51 مباراة سجل خلالها 3 أهداف. لينتقل بعدها إلى نادي بوروسيا دورتموند للفورميلا في موسم 1989–90 ليلعب معه خمسة مواسم، مشاركًا في 133 مباراة سجل خلالها 5 أهداف. ثم انتقل إلى نادي فيردر بريمن في موسم 1994–95 واستمر معه طيلة ثلاثة مواسم، مشاركًا في 59 مباراة سجل خلالها هدفًا واحدًا.

## وصلات خارجية
ميكائيل شولز على موقع الاتحاد الدولي (مؤرشف)  (الإنجليزية)
- ميكائيل شولز على موقع قاعدة بيانات كرة القدم.إي يو (الإنجليزية)
- ميكائيل شولز على موقع بيانات كرة القدم. دي إي (الألمانية)
- ميكائيل شولز على موقع ناشيونال فوتبول تيمز (الإنجليزية)
- ميكائيل شولز على موقع عالم كرة القدم.نت (الإنجليزية)
- ميكائيل شولز على موقع أوليمبيديا (الإنجليزية)